# Jemma McKenzie-Brown
Jemma McKenzie-Brown (née le 2 juin 1994) est une actrice anglaise. Elle est notamment connue pour le rôle de Tiara Gold, la Mini-Sharpay, dans le film High School Musical 3 : Nos années lycée de la franchise de Disney Channel. 
Née à Beverley, Yorkshire de l'Est, elle a fréquenté la Pamela Grey Dancing Academy à Hull. Après avoir auditionné et obtenu par la suite une place à la Sylvia Young Theatre School, Jemma est passée par le Hymers College de Hull pour déménager par la suite à Londres alors âgée de 11 ans. En 2010, elle sort diplômée de la Sylvia Young Theatre School. 
Grâce à la Sylvia Young Theatre School, Jemma a commencé à apparaître dans divers spectacles. En 2006, elle a fait ses débuts en jouant Georgina Pritchard dans la courte série télévisée The Amazing Mrs. Pritchard.  
En 2008, elle a participé à une audition fermée à Londres et à Los Angeles pour le rôle de Tiara Gold dans High School Musical 3: Nos années lycée. Après avoir obtenu le rôle, le tournage a eu lieu à  Salt Lake City, Utah, elle a généré une grande renommée mondiale. Le 14 septembre 2009, Jemma a déclaré qu'elle ne reviendrait pas dans le quatrième volet de High School Musical.  
Le 13 novembre 2020, le groupe de Jemma, "About Bunny", a sorti son premier single "Special".  

## Filmographie
- 2006 : The Amazing Mrs Pritchard : Georgina Pritchard
- 2007 : M.I.High : Irene Ryfield (Episode: "Spy Plane")
- 2008 : High School Musical 3 : Nos années lycée : Tiara Gold
- 2016 : All Killer : Bea (movie)
- 2016 : Doctors : Becky Rintoul (Episode: "Field Day)